# Gầm gừ

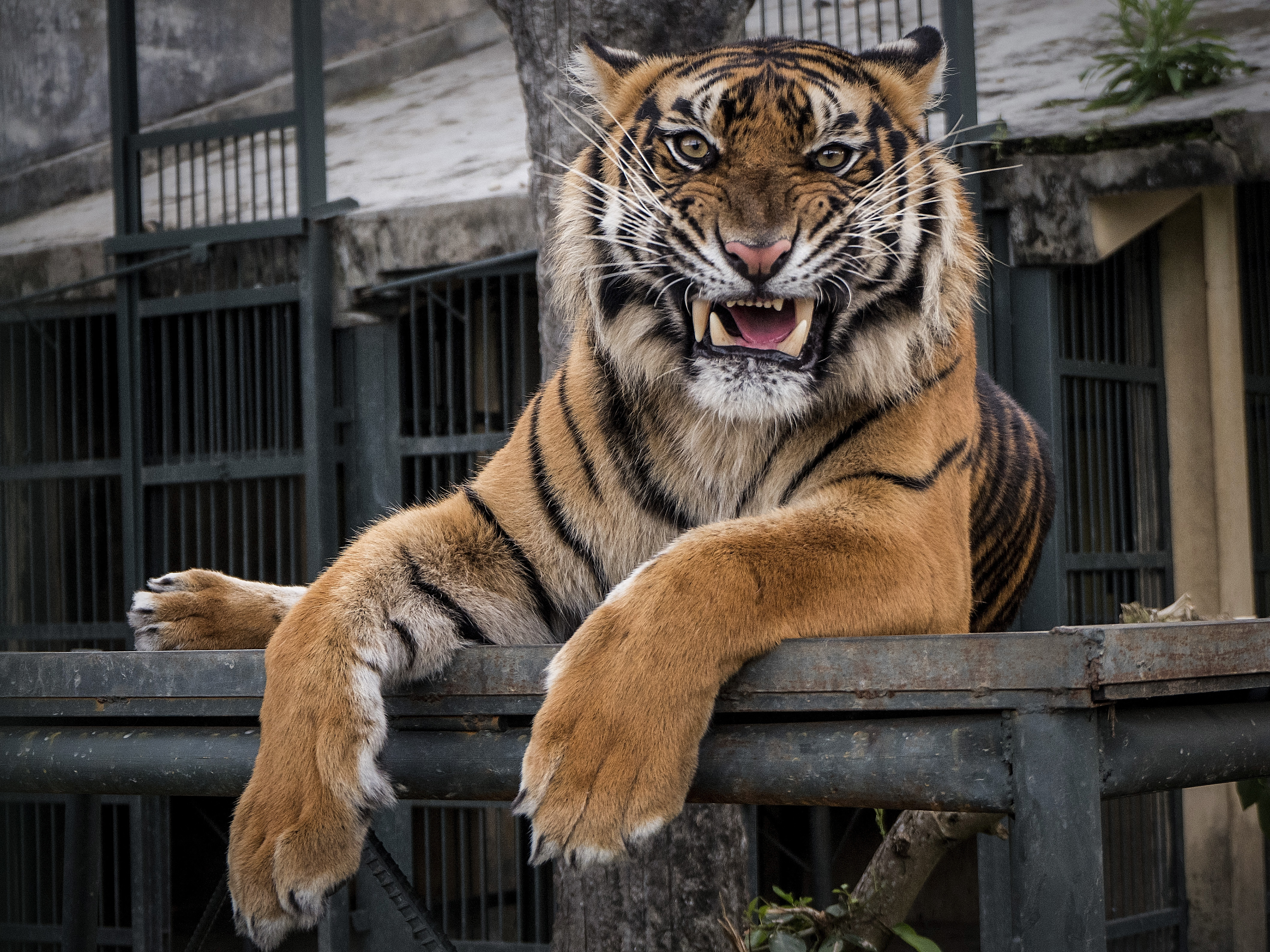
Hình chụp cho thấy một con hổ đang đe họa, thách thức, thông thường trong trạng thái này, chúng sẽ phát ra một âm thanh gọi là tiếng gầm gừ

Gầm gừ (Growling) là một âm thanh trầm khàn do động vật săn mồi tạo ra như một lời cảnh báo hung hăng cho đối thủ hàm ý sự đe dọa hoặc sửa soạn chuẩn bị tấn công (thường kèm theo động tác nhe nanh, giương vuốt). Nhưng tiếng gầm gừ cũng có thể được nghe thấy trong các hoàn cảnh khác như hành vi nô đùa hoặc là âm thanh phát ra khi giao phối ở một số loài. Các loài động vật khác nhau sẽ sử dụng tiếng gầm gừ trong các ngữ cảnh cụ thể như một hình thức giao tiếp ở động vật để truyền đi một thông tin, tín hiệu cụ thể. Những động vật hay phát tiếng gầm gừ bao gồm các loài trong họ nhà mèo, gấu, họ nhà chó và cá sấu. Các loài động vật thường được biết đến với tiếng gầm gừ mang tính biểu tượng là các loài họ chó (chó sói) và họ mèo (hổ, sư tử, báo). Ở con người, những tiếng động rần rần nhỏ hoặc buồn tẻ cũng có thể được phát ra khi họ không hài lòng với điều gì đó hoặc họ đang tức giận (hừm, gừ gừ, grừ-grừ). Chữ Grrr /ˈɡɹ̩ːː/ là một từ tượng thanh mô phỏng âm thanh gầm gừ của động vật săn mồi, thường được sử dụng với các nghĩa liên quan khác. Cách sử dụng đơn giản nhất của nó là trẻ em bắt chước động vật. Từ này cũng được sử dụng rộng rãi trong các tiêu đề khác nhau để thể hiện tiếng gầm gừ khi viết.

## Đại cương
Tiếng gầm gừ được phát ra từ thanh quản nằm ở phía trên của cổ họng được tạo thành từ cả sụn và mô mềm với một lỗ ở giữa để cho phép không khí đi qua. Tương tự như cách con người học nói, động vật học cách gầm gừ thông qua sự rung động của dây thanh âm xảy ra khi không khí đi vào thanh quản và đi qua chúng. Ở các loài động vật, tiếng gầm gừ có thể được phát ra vì nhiều lý do khác nhau, phổ biến nhất là khi chúng sợ hãi, khi hung hăng giận dữ, cảnh báo về lãnh thổ, gầm gừ sau khi đã đuổi được kẻ xâm nhập đi hoặc, như là âm thanh phát ra khi giao phối ở cá sấu. Tiếng gầm gừ thường xuất hiện lần đầu tiên ở chó khi cún con được khoảng 24 ngày tuổi trong khi chơi đánh nhau cún phát ra âm vực lên đến 450  Hz với sự thay đổi lớn về độ nhất quán. Đến 9 tuần tuổi, chó con phát ra tiếng gầm gừ khoảng 300  Hz, không có sự thay đổi về độ nhất quán. Đây là bước phát triển cuối cùng của tiếng gầm gừ ở chó và sẽ định hình trong suốt cuộc đời của nó, mặc dù có thể khác nhau về cao độ giữa các cá thể.

## Chức năng

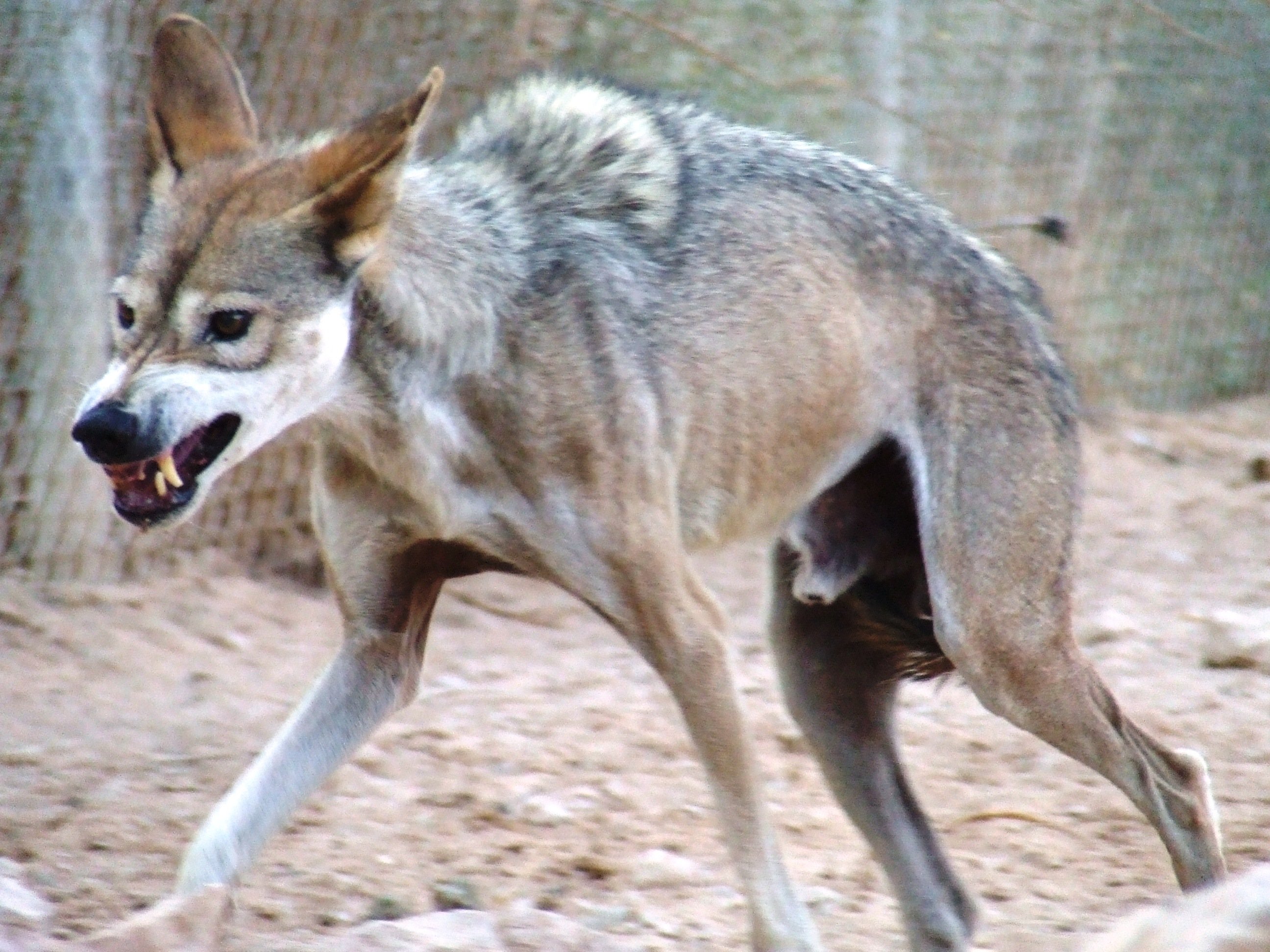
Thái độ đe dọa và gầm gừ của một con chó sói

Chức năng của tiếng gầm gừ là thể hiện sự đe dọa và thái độ hung hãn, trong đó có việc bảo vệ miếng ăn, ví dụ như ở các loài chó, khi chúng không muốn cho con khác tranh giành miếng mồi thì những con thú họ chó có xu hướng gây ra tiếng gầm gừ dài hơn mức trung bình và có thể hướng thẳng vào những cá thể khác hoặc các loài động vật khác đang lăm le tiếp cận. Một số loài cá, chẳng hạn như một số loài cá thuộc họ Triglidae sẽ phát ra tiếng gầm gừ khi cố gắng tóm lấy cá con mồi, và đã được chứng minh là có tỷ lệ bắt và giành giật con mồi thành công cao hơn so với những con cá không gầm gừ. Tiếng gầm gừ mang lại lợi thế khi nguồn thức ăn có hạn. Tiếng gầm gừ này kéo dài đến 3 giây và bao gồm tối đa 3 xung âm thanh, và là âm thanh duy nhất do loài cá này tạo ra và là một trong hai chiến lược kiếm ăn chính của chúng.
Mèo nhà cũng gầm gừ, thường được theo sau bởi âm thanh tiếng rít đặc trưng (mèo khè), cũng ở mèo nhà, gầm gừ là tiếng động cảnh báo, ngụ ý không vui, khó chịu, sợ hãi hoặc các hình thức gây hấn khác và là tín hiệu để lùi lại. Mèo có thể gầm gừ, tương tự như chó, khi có sự hiện diện của những con mèo hoặc con chó khác để thiết lập sự thống trị hoặc để biểu thị rằng chúng không muốn tương tác với cá thể đó. Các loài mèo lớn  như báo hoa mai và hổ cũng gầm gừ để báo hiệu sự xâm nhập lãnh thổ, như là những phản ứng chống lại động vật ăn thịt hoặc những động vật xâp nhập khác như những con voi. Tương tự như cách hiểu của con người về tiếng gầm gừ, những con voi có đủ trí khôn để có thể phân biệt mức độ đe dọa dựa trên tiếng gầm gừ của một con thú và sẽ phản ứng tương ứng, khi bị đe dọa như vậy, thường thì những con voi sẽ thoái lui trước một con hổ hung dữ, nhưng chúng lại sẽ phòng thủ để chống lại và xua đuổi loài báo hoa mai.
Với tiếng gầm gừ được sử dụng trong các hành vi hung hăng, thể hiện sự hung dữ, dữ tợn ở các loài chó, nó có thể được sử dụng như một dấu hiệu dự đoán liệu một cá thể có tham gia vào các hành vi hung hăng hơn nữa hay không. Kích thước cơ thể khác nhau ở chó nhà có thể tạo ra các công thức khác nhau, chúng có thể sử dụng để ra uy, khoe kích thước của chúng và dự đoán kích thước và tình trạng của những con khác. Những con chó lớn hơn có thể tạo ra âm thanh phổ rộng thấp hơn nhiều (âm thanh trầm đục) so với những con chó nhỏ hơn, ngược lại tạo ra âm thanh phổ rộng cao hơn (tiếng kêu ăng ẳng, inh ỏi và sủa dai dẵng). Với thông tin này, những con chó có thể đánh giá kích thước của đối thủ so với kích thước của chúng và quyết định loại hành động mà chúng muốn tiến hành trong cuộc chạm trán. Những con chó lớn hơn có nhiều khả năng tham gia vào các hành vi hung dữ hơn khi đối thủ của chúng nhỏ hơn chúng nhưng ít có khả năng này nếu nó lớn hơn chúng. Kiểu hành vi này cũng áp dụng cho những con chó nhỏ hơn.
Ở loài gấu, hầu như tất cả các tiếng kêu đều có thể bị nghe nhầm thành tiếng gầm gừ, nhưng không giống như chó và mèo, những con gấu hiếm khi thực sự gầm gừ thay vào đó, những tiếng rên rỉ sợ hãi của một con gấu bị mắc kẹt hoặc bị đe dọa thường bị nhầm là tiếng gầm gừ đe dọa. Khi gấu cố tình gây hấn, như khi đi săn hoặc khi bị đe dọa, chúng sẽ có xu hướng im lặng hoặc phát ra tiếng động ngắn. Tiếng gầm gừ cũng có thể hoạt động như một kiểu chạy trốn khỏi động vật ăn thịt cũng như một tín hiệu cảnh báo cho các loài động vật ăn thịt gần kề khác như loài cá ngựa Hippocampus reid sử dụng hình thức gầm gừ khi bị căng thẳng khi thấy kẻ thù. Ở cá sấu Mỹ (Alligator mississippiensis), con cái có thể phát ra tiếng gầm gừ như một phản ứng đáp lại trước con đực, con cái sẽ phát ra tiếng gầm gừ để dự đoán giới tính và vị trí của mình. Tiếng gầm gừ đóng vai trò như một tín hiệu cho con đực biết rằng màn khoe mẽ của nó đã được chấp nhận và do đó, con cái tạo ra tiếng gầm gừ để con cái biết vị trí của nó để con đực tìm đến mà giao phối.